# Revue et corrigée

Revue et corrigée est un spectacle musical conçu par Bob Decout et Annie Girardot, musiques de Catherine Lara et costumes de Jean-Paul Gaultier créé au Casino de Paris en 1982 et dans lequel chantent Annie Girardot, Catherine Lara et Jakie Quartz.

## Genèse et perception
Le spectacle est gouffre financier et il ne reste pas plus d'un mois à l'affiche, ce qui oblige Annie Girardot, co-productrice, à hypothéquer son appartement de la place des Vosges.
Revue et corrigée est diffusé par la chaîne de télévision Antenne 2 en 1983.

## Chansons du spectacle
- Bonhomme
- Pigalle
- Qu'est-ce qu'on attend pour être heureux ?
- Si j'avais le choix
- La Cassette
- S'il suffisait qu'on s'aime